# 荒野大镖客在线模式
《荒野大镖客在线模式》（英語：Red Dead Online）是由Rockstar Games开发和发布的在线多人动作冒险游戏。经过几个月的公测，《碧血狂殺線上模式》于2019年5月在PlayStation 4和Xbox One上发布，并于2019年11月在Microsoft Windows和Google Stadia上發佈。此時的《碧血狂殺線上模式》被視為《碧血狂殺2》的多人模式版。《碧血狂殺2》的在线独立版客户端软件于2020年12月1日发布。雖然Rockstar Games同時製作《碧血狂殺線上模式》与《碧血狂殺2》，但前者仍被视为一个独立的产品。
在碧血狂殺在线模式中，玩家控制一个可自定义的沉默的主角，他因被诬陷犯有谋杀罪而被投入監獄，後來被釋放。此後主人公決定復仇以证明自己的清白。故事背景设定在1898年，也就是《碧血狂殺2》故事背景发生的前一年，碧血狂殺在线模式包含劇情任务，劇情任务允許最多四名玩家共同完成任务以推进主線劇情及各种支线任务。
与单人游戏《碧血狂殺2》一样，用戶可以在碧血狂殺在线模式中可以選擇第一人称或第三人称视角，玩家可以在遊戲的开放世界中自由自由。在遊戲中玩家可以枪战、狩猎、骑马、与非玩家角色互动。

## 玩法

玩家可以单独或以团队名义使用营地休息、检查服装、制作工具、烹饪及跳转至其他地点。

《荒野大镖客在线模式》是2018年游戏《碧血狂殺2》的多人模式。游戏背景设置在以美国为背景的虚构开放世界，以第一人称和第三人称呈现。由于在线模式和线下模式是两个独立的模式，玩家在线下模式的进度不会影响到在线模式。一进入游戏，玩家就需要自定义角色，之后才可以单独或与团队自由探索游戏世界。在此过程中，玩家可以与团队一同进行的活动，可以与团队一起对抗其他团队，可以对抗团队的其他成员。随着玩家完成游戏世界中的任务，他们可以获得赏金及用来提升等级的经验值，同时推动游戏进程。
在整个游戏世界中，玩家可以为自己或团队设立营地，在营地休息、浏览服装、制作工具、烹饪及跳转至其他地点。在游戏中，马是主要的交通工具，有不同品种，每个品种的特质各不相同。要想驾驭一匹品性刚烈的马，玩家需要花心机驯服。增加使用马匹的频次会开启马匹与玩家的关系进程，其中的关系可以通过洗刷及喂食增添，玩家可以在骑马的过程中使用关系增进带来的优势。玩家必须为马投一份保险，这样一来的马会随时间变化自动愈合伤口，死了也能复活。
游戏世界散落着剧情任务，需要四个玩家完成，以推进游戏剧情。游戏世界还有各种各样的活动供玩家单独或与团队完成，人数上限32人。活动包括不能用枪的死亡赛和起码赛。竞赛活动在游戏世界其他地方开展的时候，玩家会收到通知，可以选择是否立即跳到活动地点。换而言之，玩家可以随意决定参不参加活动。除了活动，游戏世界中的非玩家角色“陌生人”会提供任务，例如合约杀人或突袭营地。游戏期间，玩家可以加入临时组建的团队，人数不超过4人。另外，玩家可以在团队队长上线时付费加入长期团队，但团队最多可容纳7个人。在长期团队中，玩家需要自定义团队风格、跟踪玩家数据。如果团队禁用了友军枪火，团队成员不能给队友造成伤害。如果两个队友继续伤害彼此，游戏会有两种模式供玩家选择，一种是两位玩家短时间内不能互动的谈判模式，一种是两位玩家进行三分钟枪战的仇恨模式。
在线模式在线下模式的基础上增加了几个新系统。除了可以用来购买必需品的游戏内货币，在线模式加入了用来购买奢侈品及特殊物品的金条，以及用来解锁角色等级、购买角色限定物品的代币。每完成一项挑战，玩家就会获得一定数量的金块，100个金块可转换一块金条。玩家可以用手持的目录订购物品，无需像线下模式那样前往城镇的商店购物。订购物品会出现在城镇的邮局或玩家营地中，方便玩家拾取。在线模式还引入了“能力卡”系统，供玩家发动一个主动技能和三个被动技能。这些卡通过升级或直接购买取得，后续可以用游戏内货币及经验值升级。在线模式承袭了线下模式的荣誉（Honor）系统，从道德层面评估玩家的行为。若要获得正面的道德反馈，玩家需要帮助陌生人、遵守法律。相对地，偷窃、伤害无辜者会损害玩家名誉。部分任务要求达到一定的名誉值才能开启。

## 剧情

### 《机遇之地》
《机遇之地》（A Land of Opportunity）发生在1898年，也就是单人游戏剧情的一年前。玩家扮演一位因谋杀被捕、目前正关押在西西卡监狱（Sisika Penitentiary）的沉默的主角。入狱半年后，主角前往刑场接受处决，途中遇到一群持枪悍匪拦截。悍匪的头目霍利（Horley）将玩家护送到手下杰西卡·勒克莱克（Jessica LeClerk）处，安排这位寡妇照料。从杰西卡的口中，我们得知她的丈夫菲利浦（Philip）遭人杀害，主角被诬陷成杀人凶手被捕。对此，杰西卡始终相信主角不是真凶，而是认为菲利普的生意伙伴银行家耶利米·肖（Jeremiah Shaw）、地主阿莫斯和格蕾丝·兰西（Amos and Grace Lancing）与格蕾丝的哥哥、法外狂徒泰迪·布朗（Teddy Brown）是罪魁禍首，目的就是要夺走整个公司。于是，杰西卡派主角为死去的菲利浦报仇，完成就可以证明清白、自行离开。
之后主角获得一个营地和一些任务。主角在黑水镇（Blackwater）见到了霍利，对方建议他给地方治安官打下手，一方面可以赚钱，一方面也可以调查菲利浦的死。到后来，霍利让玩家要么和美国法警汤姆·戴维斯（Tom Davies）合作，要么和雇佣兵萨姆森·芬奇（Samson Finch），具体选择由角色名誉值决定。如果角色名誉值较高，戴维斯会安排主角的团队追捕墨西哥土匪阿尔弗雷多·蒙特兹（Alfredo Montez）；名誉值较低，芬奇会让主角的团队帮他抢劫一座正在罢工的工厂、对正被腐败的驻军保护的前搭档进行精准的复仇，以此证明团队有能力接受之后的工作。
完成一系列的事件，主角团队碰到霍利和杰西卡，帮助他们杀死泰迪·布朗，而布朗正和手下躲在废弃的布商堡（Fort Mercer）。在当地警方的协助下，玩家团队成功突入堡垒，消灭了布朗的所有手下，生擒了布朗本人。复仇之下杰西卡很快把布朗结果了。之后，主角可以选择帮助戴维斯应对来自蒙特兹帮的报复，或是协助芬奇抢劫圣丹尼斯的银行。
与此同时，阿莫斯和肖计划强迫杰西卡签下一份伪造的合同，以此全盘接管菲利浦的公司。在霍利及主角团队的陪同下，杰西卡到黑水镇与两个人交涉，而对方也带了许多保镖。阿莫否认自己与菲利浦的死有任何联系，杰西卡怒火中烧，用藏在钱包里的手枪打死了他。之后玩家团队从肖的手中取回合同，护送着杰西卡和霍利离开黑水镇。到这个时候，杰西卡需要复仇的目标就只剩下格蕾丝。杰西卡一方面坦言自己终有一天会完成报仇，一方面感叹自己的仇杀行动让自己和霍利变成了亡命徒。之后杰西卡感谢主角团队的付出，表示洗清他们罪名的证据已经寄出。说完，杰西卡就和霍利前往藏身之地。

### 《闪亮的日子》
《闪亮的日子》（A Life of 'Shine）于2019年12月上线，故事的主人翁是绰号“闪电”的玛姬·费克（Maggie Fike）。玛姬曾控制莱莫恩（Lemoyne）地区的私酒（Moonshining）产业，后来与无情的里德·希克森（Reid Hixon）率领的国税局探员爆发冲突，从此人间蒸发。之后玛姬说服主角赚钱帮她重操旧业，同时完成对希克森的复仇。随后主角从国税局探员的手中救走玛姬的外甥莱姆（Lem），引来破产的布雷斯韦特（Braithwaite）家族注意，后者也转战似酒行业，并且聘请玛姬之前的厨子丹尼-李·卡顿（Danny-Lee Caton）打理。玩家破坏布雷思韦特家族的业务后，布雷斯韦特家族扬言复仇。与此同时，希克森也注意到玛姬重操旧业，派人埋伏工作中的主角及莱姆。为了同时解决两边的敌人，玛姬与布雷思韦特假装和谈，同时以匿名身份向希克森通风报信。在会议上，希克森逮捕了主角、莱姆和丹尼-李，莱姆在危机之下引爆了用马车里的司机制造的简易炸弹，主角和丹尼-李借机逃脱。在莱姆的帮助下，主角杀死了希克森，活捉了丹尼-李。玛姬放丹尼-李一马，条件是要永远消失。随后玩家与玛姬和莱姆继续生产私酒。

## 开发
《荒野大镖客在线模式》与单人模式同期开发。尽管在线模式和线下模式采用相同的资源及游戏系统，Rockstar还是把他们当成轨迹不同的单独产品，这一点从Rockstar决定单独上架多人模式中可见一斑。开发团队通过课程了解《荒野大镖客：救赎》（2010）的多人模式，采纳了《俠盜獵車手Online》（2013）的一些最出色元素，特别是将剧情元素引入多人模式的方面。团队也计划将单人模式中的元素转换到在线模式中，针对联网环境对这些元素进行大修。制作人罗伯·尼尔森（Rob Nelson）表示，尽管团队在《侠盗猎车手Online》上的经验有助于建立《荒野大镖客在线模式》的基础，但两者的方向、节奏及规模都不相同，这就需要对整体上的做法作出改变，用小点的步伐慢慢地把玩家带入游戏世界中，而不是用《侠盗猎车手Online》的快节奏。
在线模式于2018年11月27日开放公测，持有本地游戏特别版的玩家可抢先体验，之后逐渐向全部玩家开放。Rockstar之所以选择逐步开放，是希望以此解决大量玩家涌入会带来的主要性能问题。在公测阶段，Rockstar加入改善了几个游戏模式，对游戏的平衡性及经济进行修改。到2019年5月14日封测时，玩家可以把公测的进度继承到后续的游戏中。游戏采用微交易系统，玩家可以充值金条，用来购买武器及外观等物品，这方面的设计和《侠盗猎车手Online》类似。2020年4月和5月，Rockstar将《荒野大镖客在线模式》及《侠盗猎车手Online》5%的收益用于2019冠状病毒病疫情的慈善活动，同时Rockstar全球九大工作室也想当地的慈善机构。为纪念被警察杀害的美国非裔男子乔治·弗洛伊德，游戏于2020年6月4日停服两小时。
在线模式独立客户端于2020年12月1日上线，登陆Microsoft Windows、PlayStation 4和Xbox One平台，不含游戏本体内容。

### 追加内容
| 2019 | 边境职业 Frontier Pursuits |
| 2019 | 私酒贩 Moonshiners         |
| 2020 | 博物学家 The Naturalist    |
| 2020 | 赏金猎人 Bounty Hunters    |
| 2021 | 血染之财 Blood Money       |
| 2022 |                            |

在线模式不断有免费追加内容上线。Rockstar计划让游戏世界随时间发展产生变化，包括将玩家在游戏中的产业从小营地转变成大公司。除此之外，Rockstar也计划逐渐增加角色扮演元素，包括新增角色及任务。开发团队遇到的另一个大挑战是加入新的游戏体验，赋予玩家更大的自由度，同时不把游戏结构搞复杂。首个针对游戏环境的更新于2018年12月上线，其中游戏的发廊会播放圣诞音乐。为配合2019年5月游戏完整发行，Rockstar在更新中加入新的剧情任务、动态事件、自动活动任务及纸牌游戏。
2019年9月10日，“边境职业”更新上线。新增三个角色：一个是赏金猎人，通过猎杀目标赚取回报；一个是商贩，通过搜集、出售物件将营地扩展成公司；一个是收藏家，利用双筒望远镜及金属探测器搜集搜藏品。这些角色因应玩家要求和游戏角色建立更紧密联系设立。尼尔森表示，开放团队享受Rockstar开放世界的沉浸感，希望把这种感受外推给个性十足的玩家角色。玩家角色的发展轨迹被故意设计成比《侠盗猎车手Online》要慢，而且每个角色都有逻辑上说得通的继任者，不断推动玩家在财务上取得成功。与此同时，更新还加入了“法外狂徒通行证”（Outlaw Pass），购买的玩家可以获得额外的任务收益、在惠勒劳森公司俱乐部（Wheeler, Rawson & Co Club）的限时宣传活动中以经验值解锁特定奖励。另外，每个角色都有不同的限时特别任务，比如赏金猎人的传奇赏金（Legendary Bounties）、收藏家的特别物件搜集。
2019年12月13日，“私酒贩”更新发布，新增私酒贩角色。作为商贩角色的延伸，私酒贩负责生产、打理、经销私酒。除此之外，更新还加入了许多内容，包括游戏中首个可以购买的资产及全新的法外狂徒通行证。为庆祝当年的圣诞节，Rockstar向玩家赠送了免费的补给品，并在游戏世界中加入限时的雪天效果。2020年7月28日，“博物学家”更新上架，新增博物学家角色，任务主要是追踪游戏世界中的各种动物，可以决定研究或者猎杀他们。该更新还加入了全新的服装、动物及法外狂徒通行证。该更新的起因是开发团队十分享受单人模式的动物狩猎机制，认为这个玩法在在线模式也可以实现。博物学家拥有生命论研究（Vitalism Studies）的特殊能力，可以临时控制动物。这个设计被认为是“扭曲现实”的体验，与游戏的写实风格形成鲜明对比。
2020年万圣节，Rockstar加入恶灵之夜（Dead of Night）游戏模式，让玩家进行僵尸大战。同期推出的万圣节通行证（The Halloween Pass）于10月20日到11月16日开发，新增万圣节主题奖励，包括马用面具、表情及武器变种。制作团队表示当中的一些事件反映了出现在单人模式中的一些谜团。2020年12月，“赏金猎人”更新与在线模式独立客户端同期上线，赏金猎人角色等级上限得到提升，同时加入三个新目标，另外还有全新的法外之徒通行证及奖励物品。2020年圣诞节，下雪特效回归，同时新增武器及枪支变种。2021年2月16日，新增三个单人任务，Rockstar计划在未来加入更多。2021年5月25日，新增八场赛马活动。
2021年7月13日，“血染之财”更新上线。该更新的细节于同年5月和6月陆续公布，7月6日正式官宣，7月7日预告片上线。更新加入黑社会犯罪任务，玩家帮助吉多·马特利（Guido Martelli）在圣丹尼斯打造犯罪网络。更新的起因是开发者希望扩展游戏的犯罪体验。考虑到马尔泰利在单人模式中也有所提及，开放团队认为这个安排可以说是统一在线线下两种模式。更新还新增抢劫庄园和营地的能力。在任务模式及自由模式中，玩家可以找到马尔泰利需要的资本券（Capitale）这种贵重商品，用来向马尔泰利交换后续的犯罪机会。开发团队认为这些犯罪机会是加入复杂任务的一种方法，玩家可以从中找到完成任务的新对策。
与此同时，快枪手俱乐部（Quick Draw Club）同期上线，是未来四款通行证的其中一款，向玩家带来提升游戏体验的奖励和赏金。购买后，玩家会获得单人游戏角色达奇·范德林德的服装。购买全部四款通行证，玩家可以免费获得后来上线的万圣节通行证2。另外，“血染之财”还加入了吉他手“蓝水”约翰（"Bluewater" John）的新角色，由音乐人克里斯托·“金鱼”·英格拉姆扮演。英格拉姆创作的原创歌曲来自蓝水人的信（"Letter from Bluewater Man"）于2021年8月20日以数字单曲形式发行。2021年圣诞节，下雪特效、圣诞音乐与圣诞装饰限时回归，新增假日主题地图，新增游戏货币及等级奖赏。
2022年7月，Rockstar宣布不再为游戏推出大更新，而是把重心放在小型任务及扩展现有模式上，以便将开发资源重新分配到俠盜獵車手VI中。2022年9月6日，新增三个“硬核电报”（Hardcore Telegram）任务。2022年10月，万圣节内容“枪声响彻万圣节”（All Hallows' Call to Arms）、黑暗恐惧（Fear of the Dark）、黑暗恐惧（Fear of the Dark）及万圣节通行证2（Halloween Pass 2）回归，同月18日新增全新的硬核电报任务。

## 反响
上线之初，玩家批评游戏的活动奖励太少，不够拿来买商品和升级。部分玩家计算出赚一根金条需要花8小时。对此，Rockstar同意调整游戏的经济系统。频繁出现的恶意玩家也招来批评，于是Rockstar对玩家角色的出现程度进行调整，以接近程度及行动判断。据The Verge报道，多位扮演黑色角色的玩家遭到三K党模样的团体或奴隶捕手用种族主义脏话攻击。
IGN的卢克·雷利（Luke Reilly）赞扬多人合作进行的剧情任务，表示玩家对战模式通常会出现技能上的不均等。雷利称赞游戏更新中的技术改进，尽管部分技术问题还被留了下来。VG247的马特·马丁（Matt Martin）认为游戏比《侠盗猎车手Online》有趣，不管是技术层面还是玩法层面。不过他也指出一些平衡性问题，考虑到游戏还在测试阶段，出现这些问题也情有可原。The Verge的安德鲁·韦伯斯特（Andrew Webster）认为在线模式的大逃杀模式比《堡垒之夜》更为紧张，人数少了，玩法也慢许多。Kotaku的希瑟·亚历山德拉（Heather Alexandra）认为在线模式比单人模式“更具游戏性”，特别是看到逼真的城镇变成死亡赛地图。Den of Geek的约翰·萨维德拉（John Saavedra）批评剧情任务过于简单，而自由任务有利于打破在游戏世界走来走去的“单调”。GameStar的克里斯蒂安·贾斯特（Christian Just）认为继承了单人游戏的长处，让他实现了儿时对牛仔生活的幻想。
游戏获2019年金摇杆奖最佳多人游戏（Best Multiplayer Game）提名。Rockstar母公司Take-Two Interactive表示游戏上线玩家在2019年12月“私酒贩”发布后达到高峰，而这一数字在2020年12月被刷新，理由是公测时的老玩家回归、新玩家流入。

### 后续反响
Eurogamer的乔丹·奥罗曼（Jordan Oloman）赞扬截至2019年5月的游戏改进，认可剧情任务的质量，但觉得游戏世界应该给玩家多些任务。2019年9月“边境职业”更新上线后，奥罗曼认为游戏已经挺有趣的了，自己不会再玩单人模式。Polygon的卡斯·马歇尔（Cass Marshall）认为新加入的内容让与朋友一起玩多了几分乐趣。Eurogamer的奥罗曼认为2019年9月的“私酒贩”更新是目前最好的更新，新加入的角色吸引人。Kotaku的扎克·兹维岑（Zack Zwiezen）表示认同，认为可以玩的内容比较多。2020年5月，据报有企业员工利用游戏进行在线的商务会议，不像其他人那样用Skype或Zoom；游戏世界的沉浸感也被认为吸引人，尽管新员工对技术问题及冗长的教程有所抱怨。新冠疫情封城期间，有些玩家通过游戏寻找心理慰藉。
2020年7月，多位玩家在游戏中打扮成小丑，表达对缺乏更新的不满。Kotaku的兹维岑认为“博物学家”跟“私酒贩”相比退步了，但也大加赞赏游戏的自然风光及细节。Polygon的马歇尔认为更新“非常完美”，但却没能像《侠盗猎车手Online》的各种更新那样“给人意义各不相同的感觉”。《新音乐快递》的奥尔曼认为更新与游戏的“狂野”特质相悖，任务重复性较高。《PC Gamer》的克里斯托弗·利文斯顿（Christopher Livingston）认为更新“让人出奇地失望”，博物学家角色与商贩角色雷同。2020年8月补丁上线后，部分玩家报告了游戏崩溃的恶性BUG。对此，Rockstar将游戏回退到前一版本。
对于2020年10月的万圣节更新，Kotaku的兹维岑觉得“很失望”，缺乏令人难忘的重大内容。他也批评了2020年12月的更新，觉得Rockstar偏心于《侠盗猎车手Online》。部分玩家也有类似的批评，认为更新缺乏内容和奖励。相反，兹维岑认为2021年2月更新的单人任务是一项改进，减轻了与其他玩家打交道的担忧。2021年3月，GamesRadar+的亚历克斯·阿瓦德（Alex Avard）觉得游戏如果能照上一年的势头再接再厉，则有可能“达到真正的潜力”；不过他也认为货币系统依旧不平衡。2021年7月，Polygon的马歇尔认为“血染之财”很适合普通玩家，但也觉得常规更新的缺乏“令人沮丧”，考虑到游戏仍有不少潜力。Screen Rant的里昂·邓肯（Rion Duncan）认为“血染之财”的任务太像陌生人任务了，而且没有《侠盗猎车手Online》中抢劫行动的准备任务。Digital Trends的奥托·克拉特基（Otto Kratky）赞扬了“血染之财”更新，认为这个更新证明Rockstar“终于回应了美国旧西部的一些陈词滥调”，把游戏方向调到正确的地方。
2021年12月，《PC Gamer》的劳伦·莫顿（Lauren Morton）对游戏一整年下来的活动比Rockstar其他游戏少感到失望，尽管游戏“依然想以前那样宏大、华丽”。2022年1月，游戏为原有任务加入额外奖励，导致部分批评这个更新“无所作为”，觉得游戏“已经死了”，没有新内容更新。相比之下，《侠盗猎车手Online》在2021年7月和12月有重大更新，《荒野大镖客》最近的更新则比较乏善可陈。玩家在Twitter发起“#拯救荒野大镖客在线模式”（#SaveRedDeadOnline）的主題標籤，得到1.8万条推文回应。1月13日，Rockstar在《侠盗猎车手Online》无预警加入新游戏模式，Kotaku的兹维岑认为这种秘而不宣的做法是受声讨活动的影响。Rockstar官方在社交媒体发表的帖文下方也有支持活动的理由，部分Rockstar员工据称收到相关的垃圾邮件。2022年5月，Take-Two Interactive首席执行官施特劳斯·泽尔尼克表示公司已经听到了玩家的心声，“之后的消息将由Rockstar适时公布”。